# Квалификације за Европско првенство у фудбалу 2024 — група И
Група И квалификација за Европско првенство у фудбалу 2024. се састојала од 6 репрезентација: Швајцарска, Израел, Румунија, Косово, Белорусија и Андора.
Репрезентације Румуније и Швајцарске су као првопласиране и другопласиране репрезентације избориле директан пласман на првенство, док захваљујући ранг листи УЕФА Лиге нације 2022/23. у бараж је отишла репрезентација Израела.

## Табела
| Легенда |
| --- |
| Репрезентација која се квалификује у првом кругу                                                                                                 |
| Репрезентација која иде у бараж захваљујући учинку у Лиги нација 2022/23. након што нису завршили на првом или другом месту табеле у првом кругу |

| Табела групе И | Табела групе И | Табела групе И | Табела групе И | Табела групе И | Табела групе И | Табела групе И | Табела групе И | Табела групе И | Табела групе И |  |          |            |        |            |                  |        |  | Домаћи | Домаћи | Домаћи | Домаћи | Домаћи | Домаћи | Домаћи | Гости | Гости | Гости | Гости | Гости | Гости | Гости |
|                | Репрезентација | И              | Д              | Н              | И              | ДГ             | ПГ             | ГР             | Бод.           |  | Румунија | Швајцарска | Израел | Белорусија | Република Косово | Андора |  | И      | Д      | Н      | И      | ДГ     | ПГ     | Бод.   | И     | Д     | Н     | И     | ДГ    | ПГ    | Бод.  |
| 1.             | Румунија       | 10             | 6              | 4              | 0              | 16             | 5              | +11            | 22             |  | -        | 1:0        | 1:1    | 2:1        | 2:0              | 4:0    |  | 5      | 4      | 1      | 0      | 10     | 2      | 13     | 5     | 2     | 3     | 0     | 6     | 3     | 9     |
| 2.             | Швајцарска     | 10             | 4              | 5              | 1              | 22             | 11             | +11            | 17             |  | 2:2      | -          | 3:0    | 3:3        | 1:1              | 3:0    |  | 5      | 2      | 3      | 0      | 12     | 6      | 9      | 5     | 2     | 2     | 1     | 10    | 5     | 8     |
| 3.             | Израел         | 10             | 4              | 3              | 3              | 11             | 11             | 0              | 15             |  | 1:2      | 1:1        | -      | 1:0        | 1:1              | 2:1    |  | 5      | 2      | 2      | 1      | 6      | 5      | 8      | 5     | 2     | 1     | 2     | 5     | 6     | 7     |
| 4.             | Белорусија     | 10             | 3              | 3              | 4              | 9              | 14             | -5             | 12             |  | 0:0      | 0:5        | 1:2    | -          | 2:1              | 1:0    |  | 5      | 2      | 1      | 2      | 4      | 8      | 7      | 5     | 1     | 2     | 2     | 5     | 6     | 5     |
| 5.             | Косово         | 10             | 2              | 5              | 3              | 10             | 10             | 0              | 11             |  | 0:0      | 2:2        | 1:0    | 0:1        | -                | 1:1    |  | 5      | 1      | 3      | 1      | 4      | 4      | 6      | 5     | 1     | 2     | 2     | 6     | 6     | 5     |
| 6.             | Андора         | 10             | 0              | 2              | 8              | 3              | 20             | -17            | 2              |  | 0:2      | 1:2        | 0:2    | 0:0        | 0:3              | -      |  | 5      | 0      | 1      | 4      | 1      | 9      | 1      | 5     | 0     | 1     | 4     | 2     | 11    | 1     |

## Резултати
| Белорусија | 0:5    | Швајцарска                                   |
| ---------- | ------ | -------------------------------------------- |
|            | Детаљи | Штефен 4’, 17’, 29’ · Џака 62’ · Амдоуни 65’ |

| Израел    | 1:1    | Косово         |
| --------- | ------ | -------------- |
| Перец 56’ | Детаљи | Даса 36’ (аг.) |

| Андора | 0:2    | Румунија             |
| ------ | ------ | -------------------- |
|        | Детаљи | Ман 35’ · Алибек 49’ |

| Косово      | 1:1    | Андора    |
| ----------- | ------ | --------- |
| Жегрова 59’ | Детаљи | Росас 61’ |

| Румунија                 | 2:1    | Белорусија  |
| ------------------------ | ------ | ----------- |
| Станчију 17’ · Бурка 19’ | Детаљи | Марозав 86’ |

| Швајцарска                            | 3:0    | Израел |
| ------------------------------------- | ------ | ------ |
| Варгас 39’ · Амдоуни 48’ · Видмер 52’ | Детаљи |        |

| Андора      | 1:2    | Швајцарска               |
| ----------- | ------ | ------------------------ |
| Вијеира 67’ | Детаљи | Фројлер 7’ · Амдоуни 32’ |

| Белорусија | 1:2    | Израел                          |
| ---------- | ------ | ------------------------------- |
| Ебонг 16’  | Детаљи | Вејсман 85’ (пен.) · Глук 90+2’ |

| Косово | 0:0    | Румунија |
| ------ | ------ | -------- |
|        | Детаљи |          |

| Белорусија              | 2:1    | Косово            |
| ----------------------- | ------ | ----------------- |
| Морозов 73’ · Ебонг 75’ | Детаљи | Мурићи 87’ (пен.) |

| Израел                  | 2:1    | Андора    |
| ----------------------- | ------ | --------- |
| Шломо 42’ · Соломон 61’ | Детаљи | Росас 52’ |

| Швајцарска       | 2:2    | Румунија           |
| ---------------- | ------ | ------------------ |
| Амдоуни 28’, 41’ | Детаљи | Михаила 89’, 90+2’ |

| Андора | 0:0    | Белорусија |
| ------ | ------ | ---------- |
|        | Детаљи |            |

| Косово            | 2:2    | Швајцарска                      |
| ----------------- | ------ | ------------------------------- |
| Мурићи 65’, 90+4’ | Детаљи | Фројлер 14’ · Рахмани 79’ (аг.) |

| Румунија   | 1:1    | Израел   |
| ---------- | ------ | -------- |
| Алибек 27’ | Детаљи | Глук 53’ |

| Израел           | 1:0    | Белорусија |
| ---------------- | ------ | ---------- |
| Каничовски 90+3’ | Детаљи |            |

| Румунија                     | 2:0    | Косово |
| ---------------------------- | ------ | ------ |
| Станчију 83’ · Михаила 90+3’ | Детаљи |        |

| Швајцарска                                | 3:0    | Андора |
| ----------------------------------------- | ------ | ------ |
| Итен 49’ · Џака 84’ · Шаћири 90+3’ (пен.) | Детаљи |        |

| Андора | 0:3    | Косово                       |
| ------ | ------ | ---------------------------- |
|        | Детаљи | Рашица 26’, 71’ · Зећири 83’ |

| Белорусија | 0:0    | Румунија |
| ---------- | ------ | -------- |
|            | Детаљи |          |

| Швајцарска                            | 3:3    | Белорусија                                |
| ------------------------------------- | ------ | ----------------------------------------- |
| Шаћири 28’ · Аканџи 89’ · Амдоуни 90’ | Детаљи | Ебонг 61’ · Пољаков 69’ · Антилевскиј 84’ |

| Румунија                                        | 4:0    | Андора |
| ----------------------------------------------- | ------ | ------ |
| Станчију 23’ · Хађи 28’ · Марин 44’ · Коман 50’ | Детаљи |        |

| Косово     | 1:0    | Израел |
| ---------- | ------ | ------ |
| Рашица 41’ | Детаљи |        |

Првобитно је планирано да се ова утакмица одигра 15. октобра 2023, али је одложена због новог Израелско-палестинског сукоба.
| Израел      | 1:1    | Швајцарска |
| ----------- | ------ | ---------- |
| Вејсман 88’ | Детаљи | Варгас 36’ |

Првобитно је планирано да се ова утакмица одигра 12. октобра 2023, али је одложена због новог Израелско-палестинског сукоба.
| Белорусија | 1:0    | Андора |
| ---------- | ------ | ------ |
| Лаптев 83’ | Детаљи |        |

| Израел    | 1:2    | Румунија              |
| --------- | ------ | --------------------- |
| Захави 2’ | Детаљи | Пушкаш 10’ · Хађи 63’ |

| Швајцарска | 1:1    | Косово     |
| ---------- | ------ | ---------- |
| Варгас 47’ | Детаљи | Хисени 82’ |

| Андора | 0:2    | Израел                       |
| ------ | ------ | ---------------------------- |
|        | Детаљи | Сервос 29’ (аг.) · Кинда 81’ |

| Косово | 0:1    | Белорусија      |
| ------ | ------ | --------------- |
|        | Детаљи | Антилевскиј 43’ |

| Румунија   | 1:0    | Швајцарска |
| ---------- | ------ | ---------- |
| Алибек 50’ | Детаљи |            |

## Стрелци
6 голова
| - Зеки Амдоуни |

3 гола
| - Макс Ебонг - Ведат Мурићи - Милот Рашица | - Валентин Михаила - Денис Алибек - Николае Станчију | - Ренато Штефен - Рубен Варгас |

2 гола
| - Алберт Росас - Владислав Морозов - Дмитри Антилевскиј | - Оскар Глук - Шон Вејсман - Јанис Хађи | - Гранит Џака - Ремо Фројлер - Џердан Шаћири |

1 гол
| - Марсио Вијеира - Денис Лаптев - Денис Пољаков - Гавријел Каничовски - Гади Кинда - Еран Захави - Дор Перец | - Манор Соломон - Раз Шломо - Аљтин Зећири - Едон Жегрова - Мухамет Хисени - Андреј Бурка - Денис Ман | - Георге Пушкаш - Разван Марин - Флоринел Коман - Мануел Аканџи - Седрик Итен - Силван Видмер |

Аутогол
| - Хоан Сервос (против Израела) - Ели Даса (против Косова) | - Амир Рахмани (против Швајцарске) |